# Furusund
Furusund is een plaats en eiland in de gemeente Norrtälje in het landschap Uppland en de provincie Stockholms län in Zweden. De plaats heeft 80 inwoners (2005) en een oppervlakte van 21 hectare. Het eiland is via het vasteland verbonden met bruggen en bestaat grotendeels uit de plaats Furusund. Voor de rest bestaat het eiland voornamelijk uit bos.

## Verkeer en vervoer
Bij de plaats loopt de Länsväg 278.
Er is onder andere een jachthaven op het eiland te vinden.

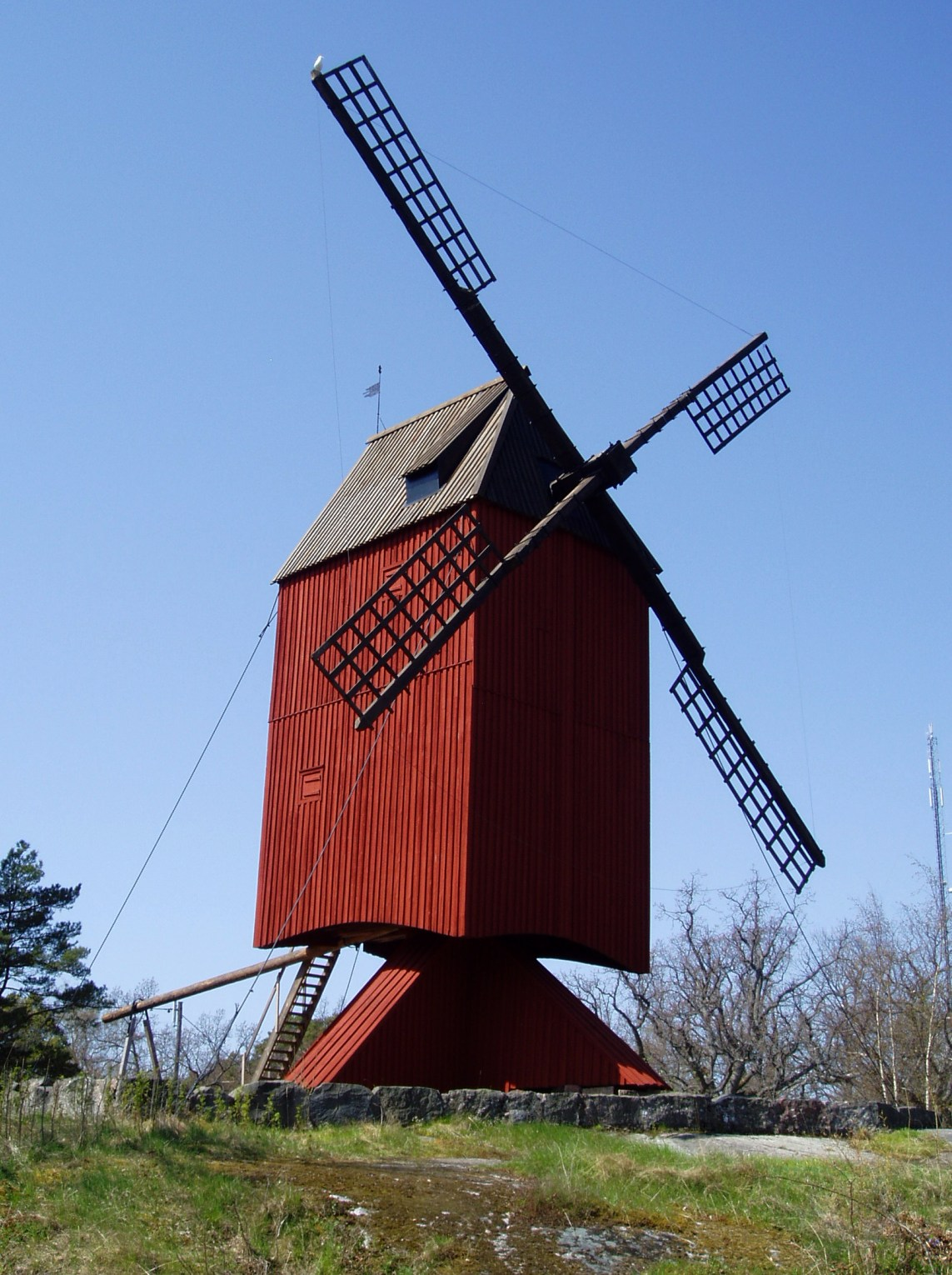
Molen